# Gelting
Gelting település Németországban, Schleswig-Holstein tartományban. Lakosainak száma 2145 fő (2023. december 31.). Gelting Nieby, Pommerby, Hasselberg, Rabenholz, Stangheck és Niesgrau községekkel határos.

## Népesség
A település népességének változása:
| Lakosok száma | 1961 | 1970 | 1977 | 1976 | 1992 | 2117 | 2152 | 2145 |
|               | 1975 | 2013 | 2014 | 2017 | 2019 | 2021 | 2022 | 2023 |